# Lutynia, Środa Śląska
Lutynia (germană Leuthen) este un sat în comuna Miękinia, powiatul Środa Śląska, din Voievodatul Sileziei Inferioare, în sud-vestul Poloniei. Până în 1945 a aparținut Germaniei. Este locul bătăliei de la Leuthen, unde Frederic cel Mare al Prusiei a obținut o mare victorie în fața austriecilor în 1757. Se găsește la aproximativ 5 kilometri sud-est de Miękinia, 16 km est de Środa Śląska și la 17 km vest de capitala regională Wrocław.

## Legături externe
- Website școală Arhivat în 30 octombrie 2010, la Wayback Machine.